# Psychomyia tobiasi
Psychomyia tobiasi är en nattsländeart som beskrevs av Schmid 1997. Psychomyia tobiasi ingår i släktet Psychomyia och familjen tunnelnattsländor. Inga underarter finns listade i Catalogue of Life.